# Irvine Arditti
Irvine Arditti (1953) es un violinista británico, así como el dirigente y fundador del Cuarteto Arditti.

## Biografía
Arditti asistió a la Central Foundation Boys' School en Londres antes de continuar sus estudios en la Royal Academy of Music a la edad de 16 años, donde estudió con Clarence Myerscough y Manoug Parikian. Se unió a la Orquesta Sinfónica de Londres en 1976 y después de dos años, a la edad de 25 años, se convirtió en su concertino. Dejó la orquesta en 1980 para dedicar más tiempo al Cuarteto Arditti que había formado cuando aún era estudiante.
En 1988 fue nombrado miembro honorario de la Real Academia de Música en reconocimiento a su distinguida obra. El Cuarteto Arditti fue galardonado con el prestigioso Premio de Música Ernst von Siemens en 1999 por su “logro de por vida” en la música.
Arditti ha sido responsable de haber estrenado varias obras a gran escala especialmente escritas para él. Estas incluyen Dox Orkh de Iannis Xenakis y Landscape III de Toshio Hosokawa, ambos para violín y orquesta, Terrain de Brian Ferneyhough; Riti Neurali y Body Electric de Luca Francesconi; Vernal Showers de James Dillon; Scena de Jonathan Harvey; Vita Nova de Brice Pauset; Aspiration de Roger Reynolds y Le Stagioni Artificiali de Salvatore Sciarrino, todas para violín y ensamble. 
También le han compuesto muchas obras en solitario, incluidas las obras de violín solo de Ferneyhough, Intermedio alla ciaccona	 y Unsichtbare Farben. También fue el responsable de inspirar a John Cage para que completara sus Freeman Etudes, dando la primera presentación completa de ellos en 1991.

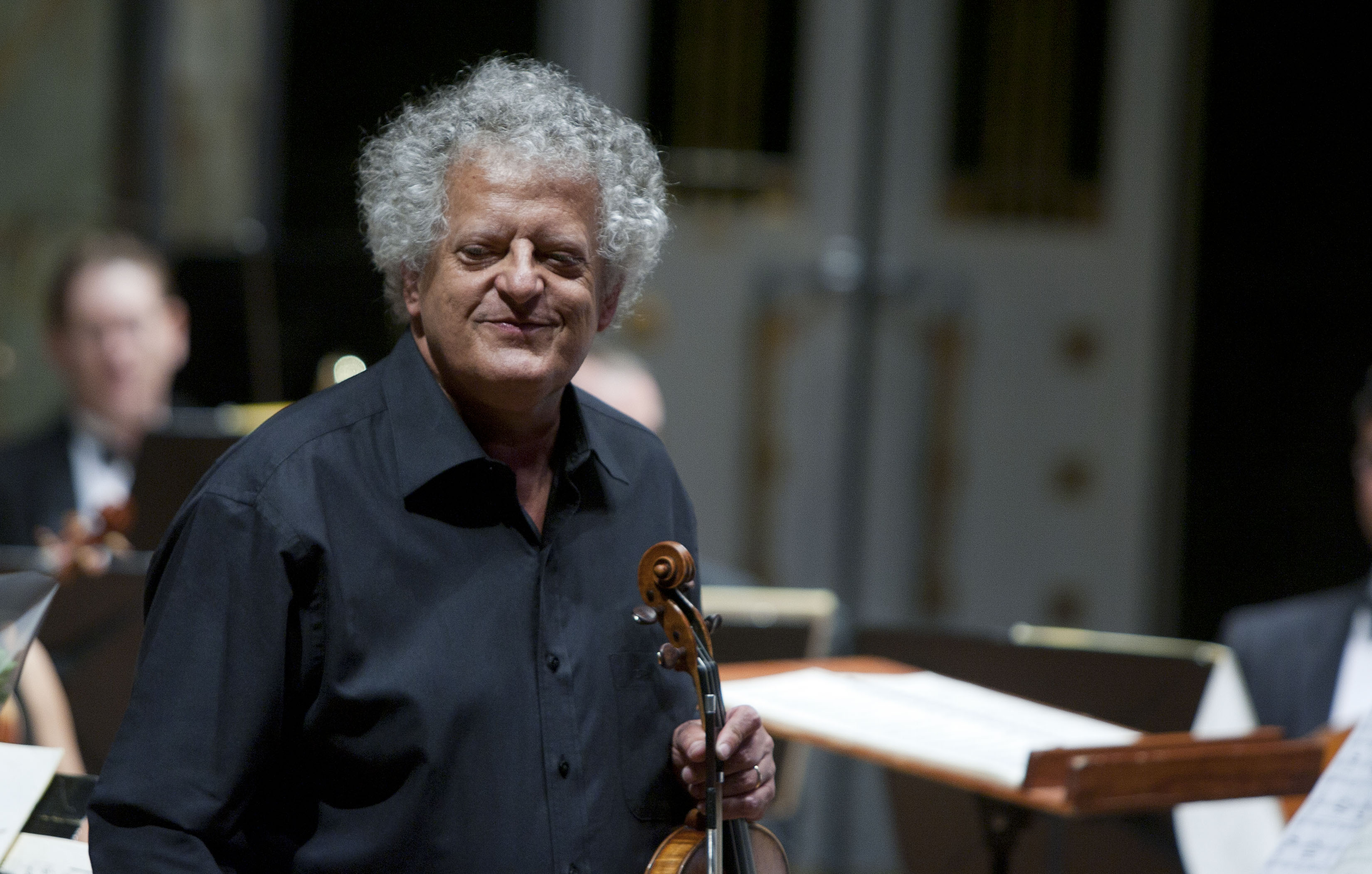
La Orquesta Filarmónica de la Ciudad de México con Irvine Arditti en el Palacio de Bellas Artes

Ha sido solista con muchas orquestas y conjuntos distinguidos que incluyen la Orquesta Sinfónica de la Radio de Baviera, la Orquesta Sinfónica de la BBC, la Orquesta Sinfónica Alemana de Berlín, la Orquesta Real del Concertgebouw, la Junge Deutsche Philharmonie, el Ensemble Modern, la Orquesta Filarmónica de Múnich, la Orchestre National de Paris, la Orquesta de la Residencia de La Haya, la Orquesta Filarmónica de Róterdam, el Ensamble Asko, el Ensemble Contrechamps, la London Sinfonietta, el Nieuw Ensemble, el Nouvel Ensemble Moderne, la Oslo Sinfonietta, la Orquesta Philharmonia y el Schoenberg Ensemble. Ha actuado en la mayoría de las principales salas de conciertos y festivales de música de todo el mundo. Sus interpretaciones de muchos conciertos han sido aclamadas por los compositores que las crearon, en particular György Ligeti, Henri Dutilleux y Xenakis. Ha grabado trabajos en solitario ampliamente, en más de 30 álbumes, además de haber hecho más de 200 con el cuarteto Arditti.
Su grabación de la Sequenza para violín solo de Luciano Berio, en Mode Records, ganó el Deutsche Schallplattenpreis 2007 y fue galardonado como el mejor lanzamiento de música contemporánea por la revista de música italiana Amadeus en 2008. En 2009 Arditti fue nombrado miembro extranjero de la Real Academia Sueca de Música. En 2014 recibió un doctorado honorario de la Universidad de Huddersfield en el Reino Unido.
Arditti está casado con la destacada compositora mexicana Hilda Paredes. Ellos residen en Londres. El hijo de Irvine, Jake Arditti, es un contratenor en formación.

## Discografía
- Recital for Violin by Irvine Arditti, Disques Montaigne.[15]